# Chlorochaeta albipunctata
Chlorochaeta albipunctata är en fjärilsart som beskrevs av W. Warren 1898. Chlorochaeta albipunctata ingår i släktet Chlorochaeta och familjen mätare. Inga underarter finns listade i Catalogue of Life.